# ふじみ野市
ふじみ野市（ふじみのし）は、埼玉県の南西部に位置する市。
人口は約11万2千人。

## 地理
埼玉県南部、東京都心から30km圏内に位置する。
東西約7.5km、南北約6.0kmで、総面積は14.67平方km。北・西は川越市、東・南は富士見市、南は三芳町に隣接する。
武蔵野台地の北部のほぼ平坦な土地に位置し、地質は関東ローム層である。
北部の市境には、江戸時代から昭和初期にかけて川越と江戸（東京）を結ぶ舟運の水路であった新河岸川が流れている。
市のほぼ中央を鉄道の東武東上線と、幹線道路の川越街道（国道254号）が平行して通っている。北東部を富士見川越バイパス（国道254号）、南西部を関越自動車道、また市の中心部を北東から南西に向けて主要地方道である埼玉県道56号さいたまふじみ野所沢線がそれぞれ通っている。
気候は太平洋側気候で、夏は高温で降水量が多く、冬は強い北西の季節風が吹き晴天の日が多いのが特徴。
- 河川: 新河岸川、砂川堀、福岡江川

## 歴史
- 2005年10月1日 - 上福岡市と入間郡大井町が合併して発足。
- 2006年3月30日 - 上福岡駅西口再開発エリア「ココネ上福岡」まちびらき。
- 2010年7月1日 - 旧大井町内で運行していた循環バスを、市内全域に拡大。

### 合併までの地域の歴史
旧上福岡市地域は大正3年、東上鉄道（現・東武東上本線）上福岡駅が市域の西部に開業したことを契機に、市街地が形成されるようになった。日本住宅公団（現・都市再生機構）により昭和34年霞ヶ丘団地、昭和35年上野台団地が相次いで建設されて急速に都市化が進み、東京のベッドタウンとして人口が急増した。一時期旧上福岡市は全国で最も人口密度が高い市として注目された。
さらに1993年（平成5年）、富士見市北西部の富士見市勝瀬にふじみ野駅が開業し、同駅周辺の開発が急速に進み、アイムふじみ野（高層マンション）などが富士見市に建設されると、富士見市北西部に隣接するふじみ野市駒林地区やその周辺地域の開発も進んだ。
旧大井町地域は、川越街道（国道254号）に沿って集落が形成されていた「鉄道駅が無い町」であった。
大正3年、上福岡駅が旧上福岡市西部に開業したことを契機に、旧上福岡市西部に隣接する亀久保・鶴ヶ岡地区から都市化の芽が出始める。さらに、1993年（平成5年）、富士見市北西部の富士見市にふじみ野駅が開業して同駅周辺の開発が急速に進むと、富士見市北西部に隣接する苗間地区では日本初のアウトレットモール・リズム（2011年閉店）が開店する。その後、亀久保地区東南部に大井サティ（現・イオン大井店）が開店し、それらの周辺地域の開発が進む。
旧大井町は一時期、埼玉県内で最も人口増加率の高い町として、また全国で最も人口密度の高い町として注目された。
ふじみ野駅の駅名は1993年（平成5年）の開業に際して、富士見市、上福岡市、入間郡大井町、同郡三芳町による2市2町合併運動中であったこれら地元市民への公募の中から合併後の新市名「ふじみ野市」にちなんだ名称として決められた。2市2町合併は住民投票の結果、不成立となったが「ふじみ野」駅の名称はそのまま採用された。2市2町合併の住民投票が不成立となった後、2005年（平成17年）に旧上福岡市と旧大井町が合併してふじみ野市の名称を採用した。富士見市や富士見市民は、駅の所在地住所が富士見市にもかかわらず駅名が「ふじみ野」だと隣市であるふじみ野市と紛らわしいのでふじみ野市の名称を使わないようふじみ野市側に要請する動きをみせたがこの名称は変更されず現在に至っている。

### 2市2町の合併協議
1990年代前半から東入間青年会議所を中心に、富士見市、上福岡市、入間郡大井町と三芳町の合併運動が推進されてきた。
2市2町による合併協議会において合併後の新市名として「ふじみ野市」が使用されることが決まった。
- 2市2町である富士見町（富士見市の前身）、福岡町（上福岡市の前身）、大井町、三芳町は、入間郡の東部地域の町・村自治体として社会経済的に密接な関係があった。入間東部地区消防組合や「急患休日診療所」、当時の「入間東部農業協同組合（現いるま野農業協同組合）」の名称にも「入間東部」が使われている。
- 保健所・埼玉県警察（東入間警察署）の管轄も同じである。

合併は富士見市、上福岡市、大井町が熱心であったが、三芳町は次に述べるように財政的に豊かであり合併の機運は盛り上がらなかった。住民投票の日が近づき三芳町で合併反対の票が多数になることを危惧した富士見市、上福岡市は合併後の市役所所在地を三芳町役場にして合併を成立させようとした。
一方で、最も消極的なのが、三芳町であった。それには以下のような理由があった。
- 町内に関越自動車道、川越街道（国道254号）が走り、物流倉庫や町工場からの固定資産税収入が潤沢である。
- マンション群にも区長制度を適用し、110年間培ってきた地域社会の枠組みを変えたくない。
- 人口の多い富士見市、上福岡市に飲み込まれてしまうのは嫌である。

2004年に実施された、2市2町の合併の賛否を問う住民投票の結果は以下の通りとなり、合併協議は破綻した。
- 富士見市（2000年国勢調査人口103247名）では、成立の上、賛成票が上回った。
- 上福岡市（2000年国勢調査人口54630名）では、賛成票が上回っていたものの、法定投票率に届かず不成立。
- 大井町（2000年国勢調査人口45488名）では、法定投票率に届かず不成立の上、反対票が上回っていた。
- 三芳町（2000年国勢調査人口35752名）では、成立の上、反対票が上回っていた。

合併を推進してきた議員たちは、合併はほぼ実現すると読んでいただけに、困惑の色を隠さなかった。と同時に、ほとんどが合併推進を断念した。当時の三芳町の林孝次町長は、実は私的に反対派の集会に足を運んでおり、反対が上回ったときには、「三芳町は独立独歩で行く」と単独市制実現を目指す意向を表明した。

### 上福岡市と大井町の合併
その後、改めて上福岡市と入間郡大井町とで合併協議が進められ、1市1町での合併が行われることとなった。新市名は、合併協議会に提案された新市名案の中から、合併協議会委員による投票で最多得票を得た「ふじみ野市」に決定した。
なお、上福岡市と入間郡大井町の合併協議会で候補に挙がった他の新市名は、「大福市」「大井福岡市」「西さいたま市」「栄市」などであった。

### 住所表記
上福岡市中央と大井町中央、上福岡市武蔵野と大井町大字武蔵野は重複する為、次のように町名が変更となった。
- 上福岡市中央1・2丁目→ふじみ野市福岡中央1・2丁目
- 入間郡大井町中央1～4丁目→ふじみ野市大井中央1～4丁目
- 上福岡市武蔵野→ふじみ野市福岡武蔵野
- 入間郡大井町大字武蔵野→ふじみ野市大井武蔵野

上記以外は下記の例のように変更となった。
- 例1：上福岡市大字福岡→ふじみ野市福岡
- 例2：上福岡市福岡1～3丁目→ふじみ野市福岡1～3丁目
- 例3：入間郡大井町大字大井→ふじみ野市大井
- 例4：入間郡大井町大井1・2丁目→ふじみ野市大井1・2丁目

## 人口
| |                                            |  |
| ふじみ野市と全国の年齢別人口分布（2005年） | ふじみ野市の年齢・男女別人口分布（2005年） |  |
| ■紫色 ― ふじみ野市 ■緑色 ― 日本全国 | ■青色 ― 男性 ■赤色 ― 女性                  |  |
| ふじみ野市（に相当する地域）の人口の推移 \| 1970年（昭和45年） \| 71,360人 \| \| \| 1975年（昭和50年） \| 90,322人 \| \| \| 1980年（昭和55年） \| 93,467人 \| \| \| 1985年（昭和60年） \| 94,673人 \| \| \| 1990年（平成2年） \| 97,974人 \| \| \| 1995年（平成7年） \| 96,390人 \| \| \| 2000年（平成12年） \| 100,118人 \| \| \| 2005年（平成17年） \| 101,960人 \| \| \| 2010年（平成22年） \| 105,812人 \| \| \| 2015年（平成27年） \| 110,970人 \| \| \| 2020年（令和2年） \| 113,597人 \| \| |                                            |  |
| 総務省統計局 国勢調査より |                                            |  |
| 1970年（昭和45年） | 71,360人                                   |  |
| 1975年（昭和50年） | 90,322人                                   |  |
| 1980年（昭和55年） | 93,467人                                   |  |
| 1985年（昭和60年） | 94,673人                                   |  |
| 1990年（平成2年） | 97,974人                                   |  |
| 1995年（平成7年） | 96,390人                                   |  |
| 2000年（平成12年） | 100,118人                                  |  |
| 2005年（平成17年） | 101,960人                                  |  |
| 2010年（平成22年） | 105,812人                                  |  |
| 2015年（平成27年） | 110,970人                                  |  |
| 2020年（令和2年） | 113,597人                                  |  |

## 町名
ふじみ野市では、一部の区域で住居表示に関する法律に基づく住居表示が実施されている。
| 町名           | 町名の読み         | 設置年月日    | 住居表示実施年月日 | 住居表示実施直前の町名                       | 備考                  |
| -------------- | ------------------ | ------------- | ------------------ | -------------------------------------------- | --------------------- |
| 川崎           | かわさき           | 2005年10月1日 | 未実施             |                                              |                       |
| 川崎一丁目     | かわさき           | 2005年10月1日 | 未実施             |                                              |                       |
| 川崎二丁目     | かわさき           | 2005年10月1日 | 未実施             |                                              |                       |
| 清見一丁目     | きよみ             | 2005年10月1日 | 未実施             |                                              |                       |
| 清見二丁目     | きよみ             | 2005年10月1日 | 未実施             |                                              |                       |
| 清見三丁目     | きよみ             | 2005年10月1日 | 未実施             |                                              |                       |
| 清見四丁目     | きよみ             | 2005年10月1日 | 未実施             |                                              |                       |
| 福岡           | ふくおか           | 2005年10月1日 | 未実施             |                                              |                       |
| 福岡一丁目     | ふくおか           | 2005年10月1日 | 1985年11月5日      | 大字福岡、大字中福岡、大字川崎の各一部       |                       |
| 福岡二丁目     | ふくおか           | 2005年10月1日 | 1985年11月5日      | 大字福岡、大字中福岡、大字川崎の各一部       |                       |
| 福岡三丁目     | ふくおか           | 2005年10月1日 | 1985年11月5日      | 大字福岡、大字中福岡、大字川崎の各一部       |                       |
| 中福岡         | なかふくおか       | 2005年10月1日 | 未実施             |                                              |                       |
| 福岡新田       | ふくおかしんでん   | 2005年10月1日 | 未実施             |                                              |                       |
| 新田一丁目     | しんでん           | 2005年10月1日 | 1967年4月1日       | 大字福岡新田の一部                           |                       |
| 新田二丁目     | しんでん           | 2005年10月1日 | 1967年4月1日       | 大字福岡新田の一部                           |                       |
| 駒林           | こまばやし         | 2005年10月1日 | 未実施             |                                              |                       |
| 富士見台       | ふじみだい         | 2005年10月1日 | 1967年4月1日       | 大字福岡新田の一部                           |                       |
| 上福岡一丁目   | かみふくおか       | 2005年10月1日 | 1966年4月1日       | 大字福岡の一部                               |                       |
| 上福岡二丁目   | かみふくおか       | 2005年10月1日 | 1967年4月1日       | 大字福岡、大字福岡新田の各一部               |                       |
| 上福岡三丁目   | かみふくおか       | 2005年10月1日 | 1967年4月1日       | 大字福岡、大字福岡新田の各一部               |                       |
| 上福岡四丁目   | かみふくおか       | 2005年10月1日 | 1967年4月1日       | 大字福岡、大字福岡新田の各一部               |                       |
| 上福岡五丁目   | かみふくおか       | 2005年10月1日 | 1966年4月1日       | 大字福岡の一部                               |                       |
| 上福岡六丁目   | かみふくおか       | 2005年10月1日 | 1966年4月1日       | 大字福岡の一部                               |                       |
| 西一丁目       | にし               | 2005年10月1日 | 1966年4月1日       | 大字福岡の一部                               |                       |
| 西二丁目       | にし               | 2005年10月1日 | 1966年4月1日       | 大字福岡の一部                               |                       |
| 北野一丁目     | きたの             | 2005年10月1日 | 1966年4月1日       | 大字福岡の一部                               |                       |
| 北野二丁目     | きたの             | 2005年10月1日 | 1966年4月1日       | 大字福岡の一部                               |                       |
| 大原一丁目     | おおはら           | 2005年10月1日 | 1966年4月1日       | 大字福岡の一部                               |                       |
| 大原二丁目     | おおはら           | 2005年10月1日 | 1966年4月1日       | 大字福岡の一部                               |                       |
| 福岡中央一丁目 | ふくおかちゅうおう | 2005年10月1日 | 1967年4月1日       | 大字福岡、大字福岡新田、大字中福岡の各一部   |                       |
| 福岡中央二丁目 | ふくおかちゅうおう | 2005年10月1日 | 1967年4月1日       | 大字福岡、大字福岡新田、大字中福岡の各一部   |                       |
| 南台一丁目     | みなみだい         | 2005年10月1日 | 1967年4月1日       | 大字福岡新田、大字福岡の各一部               |                       |
| 南台二丁目     | みなみだい         | 2005年10月1日 | 1967年4月1日       | 大字福岡新田、大字福岡の各一部               |                       |
| 福岡武蔵野     | ふくおかむさしの   | 2005年10月1日 | 1967年4月1日       | 大字福岡の一部                               |                       |
| 丸山           | まるやま           | 2005年10月1日 | 1967年4月1日       | 大字駒林の一部                               |                       |
| 霞ケ丘一丁目   | かすみがおか       | 2005年10月1日 | 1966年4月1日       | 大字福岡の一部                               |                       |
| 霞ケ丘二丁目   | かすみがおか       | 2005年10月1日 | 1966年4月1日       | 大字福岡の一部                               |                       |
| 霞ケ丘三丁目   | かすみがおか       | 2005年10月1日 | 1966年4月1日       | 大字福岡の一部                               |                       |
| 上野台一丁目   | うえのだい         | 2005年10月1日 | 1966年4月1日       | 大字福岡、大字中福岡の各一部                 |                       |
| 上野台二丁目   | うえのだい         | 2005年10月1日 | 1966年4月1日       | 大字福岡、大字中福岡の各一部                 |                       |
| 上野台三丁目   | うえのだい         | 2005年10月1日 | 1966年4月1日       | 大字福岡、大字中福岡の各一部                 |                       |
| 滝一丁目       | たき               | 2005年10月1日 | 未実施             |                                              |                       |
| 滝二丁目       | たき               | 2005年10月1日 | 未実施             |                                              |                       |
| 滝三丁目       | たき               | 2005年10月1日 | 未実施             |                                              |                       |
| 上ノ原一丁目   | うえのはら         | 2005年10月1日 | 未実施             |                                              |                       |
| 上ノ原二丁目   | うえのはら         | 2005年10月1日 | 未実施             |                                              |                       |
| 上ノ原三丁目   | うえのはら         | 2005年10月1日 | 未実施             |                                              |                       |
| 西原一丁目     | にしはら           | 2005年10月1日 | 未実施             |                                              |                       |
| 西原二丁目     | にしはら           | 2005年10月1日 | 未実施             |                                              |                       |
| 松山一丁目     | まつやま           | 2005年10月1日 | 未実施             |                                              |                       |
| 松山二丁目     | まつやま           | 2005年10月1日 | 未実施             |                                              |                       |
| 築地一丁目     | つきじ             | 2005年10月1日 | 未実施             |                                              |                       |
| 築地二丁目     | つきじ             | 2005年10月1日 | 未実施             |                                              |                       |
| 築地三丁目     | つきじ             | 2005年10月1日 | 未実施             |                                              |                       |
| 中丸一丁目     | なかまる           | 2005年10月1日 | 未実施             |                                              |                       |
| 中丸二丁目     | なかまる           | 2005年10月1日 | 未実施             |                                              |                       |
| 長宮一丁目     | ながみや           | 2005年10月1日 | 未実施             |                                              |                       |
| 長宮二丁目     | ながみや           | 2005年10月1日 | 未実施             |                                              |                       |
| 中ノ島一丁目   | なかのしま         | 2005年10月1日 | 未実施             |                                              |                       |
| 仲一丁目       | なか               | 2005年10月1日 | 未実施             |                                              |                       |
| 仲二丁目       | なか               | 2005年10月1日 | 未実施             |                                              |                       |
| 仲三丁目       | なか               | 2005年10月1日 | 未実施             |                                              |                       |
| 谷田一丁目     | やた               | 2005年10月1日 | 未実施             |                                              |                       |
| 谷田二丁目     | やた               | 2005年10月1日 | 未実施             |                                              |                       |
| 花ノ木一丁目   | はなのき           | 2005年10月1日 | 未実施             |                                              |                       |
| 花ノ木二丁目   | はなのき           | 2005年10月1日 | 未実施             |                                              |                       |
| 元福岡一丁目   | もとふくおか       | 2005年10月1日 | 1985年11月5日      | 大字福岡、大字川崎の各一部                   |                       |
| 元福岡二丁目   | もとふくおか       | 2005年10月1日 | 1985年11月5日      | 大字福岡、大字川崎の各一部                   |                       |
| 元福岡三丁目   | もとふくおか       | 2005年10月1日 | 1985年11月5日      | 大字福岡、大字川崎の各一部                   |                       |
| 駒西一丁目     | こまにし           | 2005年10月1日 | 2000年11月6日      | 大字駒林の一部                               |                       |
| 駒西二丁目     | こまにし           | 2005年10月1日 | 2000年11月6日      | 大字駒林の一部                               |                       |
| 駒西三丁目     | こまにし           | 2005年10月1日 | 2000年11月6日      | 大字駒林の一部                               |                       |
| 新駒林一丁目   | しんこまばやし     | 2005年10月1日 | 2000年11月6日      | 大字駒林の一部                               |                       |
| 新駒林二丁目   | しんこまばやし     | 2005年10月1日 | 2000年11月6日      | 大字駒林の一部                               |                       |
| 新駒林三丁目   | しんこまばやし     | 2005年10月1日 | 2000年11月6日      | 大字駒林の一部                               |                       |
| 新駒林四丁目   | しんこまばやし     | 2005年10月1日 | 2000年11月6日      | 大字駒林の一部                               |                       |
| 本新田         | もとしんでん       | 2005年10月1日 | 2000年11月6日      | 大字福岡新田の一部                           |                       |
| 池上           | いけがみ           | 2005年10月1日 | 2000年11月6日      | 大字中福岡の一部                             |                       |
| 水宮           | すいぐう           | 2005年10月1日 | 2000年11月6日      | 大字福岡新田の一部                           |                       |
| 駒林元町一丁目 | こまはやしもとまち | 2010年6月5日  | 2010年6月5日       | 駒林の一部                                   |                       |
| 駒林元町二丁目 | こまはやしもとまち | 2010年6月5日  | 2010年6月5日       | 駒林の一部                                   |                       |
| 駒林元町三丁目 | こまはやしもとまち | 2010年6月5日  | 2010年6月5日       | 駒林の一部                                   |                       |
| 駒林元町四丁目 | こまはやしもとまち | 2010年6月5日  | 2010年6月5日       | 駒林の一部                                   |                       |
| 大井           | おおい             | 2005年10月1日 | 未実施             |                                              |                       |
| 大井一丁目     | おおい             | 2005年10月1日 | 1998年11月1日      | 大字大井、大字苗間の各一部                   |                       |
| 大井二丁目     | おおい             | 2005年10月1日 | 1998年11月1日      | 大字大井、大字苗間の各一部                   |                       |
| 苗間           | なえま             | 2005年10月1日 | 未実施             |                                              | https://naema.rdy.jp/ |
| 苗間一丁目     | なえま             | 2005年10月1日 | 1998年11月1日      | 大字苗間の一部                               | https://naema.rdy.jp/ |
| 亀久保         | かめくぼ           | 2005年10月1日 | 未実施             |                                              |                       |
| 亀久保一丁目   | かめくぼ           | 2005年10月1日 | 2000年9月18日      | 大字亀久保の一部                             |                       |
| 亀久保二丁目   | かめくぼ           | 2005年10月1日 | 2000年9月18日      | 大字亀久保の一部                             |                       |
| 亀久保三丁目   | かめくぼ           | 2005年10月1日 | 2000年9月18日      | 大字亀久保の一部                             |                       |
| 亀久保四丁目   | かめくぼ           | 2005年10月1日 | 2000年9月18日      | 大字亀久保の一部                             |                       |
| 鶴ケ岡一丁目   | つるがおか         | 2005年10月1日 | 1983年11月1日      | 大字鶴ケ岡の一部                             |                       |
| 鶴ケ岡二丁目   | つるがおか         | 2005年10月1日 | 1983年11月1日      | 大字鶴ケ岡の一部                             |                       |
| 鶴ケ岡三丁目   | つるがおか         | 2005年10月1日 | 1985年11月1日      | 大字鶴ケ岡、大字西鶴ケ岡の各一部             |                       |
| 鶴ケ岡四丁目   | つるがおか         | 2005年10月1日 | 1985年11月1日      | 大字鶴ケ岡、大字西鶴ケ岡の各一部             |                       |
| 鶴ケ岡五丁目   | つるがおか         | 2005年10月1日 | 1985年11月1日      | 大字鶴ケ岡、大字西鶴ケ岡の各一部             |                       |
| 鶴ケ舞一丁目   | つるがまい         | 2005年10月1日 | 1986年11月4日      | 大字亀久保の一部                             |                       |
| 鶴ケ舞二丁目   | つるがまい         | 2005年10月1日 | 1986年11月4日      | 大字亀久保の一部                             |                       |
| 鶴ケ舞三丁目   | つるがまい         | 2005年10月1日 | 1986年11月4日      | 大字亀久保の一部                             |                       |
| 大井武蔵野     | おおいむさしの     | 2005年10月1日 | 未実施             |                                              |                       |
| 西鶴ケ岡       | にしつるがおか     | 2005年10月1日 | 未実施             |                                              |                       |
| 西鶴ケ岡一丁目 | にしつるがおか     | 2005年10月1日 | 1985年11月1日      | 大字亀久保、大字鶴ケ岡、大字西鶴ケ岡の各一部 |                       |
| 西鶴ケ岡二丁目 | にしつるがおか     | 2005年10月1日 | 1985年11月1日      | 大字亀久保、大字鶴ケ岡、大字西鶴ケ岡の各一部 |                       |
| 東久保一丁目   | ひがしくぼ         | 2005年10月1日 | 1986年11月4日      | 大字亀久保の一部                             |                       |
| 旭一丁目       | あさひ             | 2005年10月1日 | 1998年11月1日      | 大字苗間の一部                               |                       |
| 市沢一丁目     | いちさわ           | 2005年10月1日 | 1998年11月1日      | 大字大井の一部                               |                       |
| 市沢二丁目     | いちさわ           | 2005年10月1日 | 1998年11月1日      | 大字大井の一部                               |                       |
| 市沢三丁目     | いちさわ           | 2005年10月1日 | 1998年11月1日      | 大字大井の一部                               |                       |
| うれし野一丁目 | うれしの           | 2005年10月1日 | 1998年11月1日      | 大字大井、大字苗間の各一部                   |                       |
| うれし野二丁目 | うれしの           | 2005年10月1日 | 1998年11月1日      | 大字大井、大字苗間の各一部                   |                       |
| 大井中央一丁目 | おおいちゅうおう   | 2005年10月1日 | 2000年9月18日      | 大字亀久保の一部                             |                       |
| 大井中央二丁目 | おおいちゅうおう   | 2005年10月1日 | 2000年9月18日      | 大字亀久保の一部                             |                       |
| 大井中央三丁目 | おおいちゅうおう   | 2005年10月1日 | 2000年9月18日      | 大字亀久保の一部                             |                       |
| 大井中央四丁目 | おおいちゅうおう   | 2005年10月1日 | 2000年9月18日      | 大字亀久保の一部                             |                       |
| 桜ケ丘一丁目   | さくらがおか       | 2005年10月1日 | 2001年11月26日     | 大字亀久保の一部                             |                       |
| 桜ケ丘二丁目   | さくらがおか       | 2005年10月1日 | 2001年11月26日     | 大字亀久保の一部                             |                       |
| 桜ケ丘三丁目   | さくらがおか       | 2005年10月1日 | 2001年11月26日     | 大字亀久保の一部                             |                       |
| ふじみ野一丁目 | ふじみの           | 2005年10月1日 | 2003年11月22日     | 大字亀久保の一部                             |                       |
| ふじみ野二丁目 | ふじみの           | 2005年10月1日 | 2003年11月22日     | 大字亀久保の一部                             |                       |
| ふじみ野三丁目 | ふじみの           | 2005年10月1日 | 2003年11月22日     | 大字亀久保の一部                             |                       |
| ふじみ野四丁目 | ふじみの           | 2005年10月1日 | 2003年11月22日     | 大字亀久保の一部                             |                       |
| 緑ケ丘一丁目   | みどりがおか       | 2005年10月1日 | 1985年11月1日      | 大字亀久保、大字鶴ケ岡の各一部               |                       |
| 緑ケ丘二丁目   | みどりがおか       | 2005年10月1日 | 1985年11月1日      | 大字亀久保、大字鶴ケ岡の各一部               |                       |

## 地域

### 公共施設
市の施設

| - ふじみ野市サービスセンター - 総合センター「フクトピア」 - 市民活動支援センター（ふじみ野市サービスセンター内） - 児童館 - 中央児童館 - 第1児童館 - 第3児童館 - 第5児童館 - 第6児童館 - 第7児童館 - サービスセンター自転車駐車場（公共駐輪場）・公共駐車場（併設施設） - シルバー人材センター - 上福岡保健センター（総合センター「フクトピア」内） - 大井保健センター - 児童センター（総合センター「フクトピア」内） - ふれあいプラザ上福岡 - 地域包括支援センター - 総合福祉センター - 老人福祉センター 太陽の家 - 子育てふれあい広場（ふじみ野市サービスセンター内） - 地域子育て支援センター（霞ヶ丘保育所内）（上野台保育所内） - ファミリーサポートセンター - 社会福祉協議会 - コミュニティセンター - 市民交流プラザ（総合センター「フクトピア」内） - 勤労福祉センター - 公民館 - 上福岡公民館 - 上福岡西公民館 - 大井中央公民館 | - ふじみ野市立図書館 - 上福岡図書館 - 大井図書館 - ふじみ野市立上福岡歴史民俗資料館 - ふじみ野市立大井郷土資料館 - ふじみ野市立福岡河岸記念館 - 産業文化センター - コスモスホール - 旭ふれあいセンター - サービスセンターホール - 鶴ケ岡コミュニティセンター - 大井中央公民館鶴ケ岡分館を併設 - 運動公園（福岡新田） - 大井総合体育館 - 駒林体育館 - 上野台体育館 - 武蔵野テニスコート - 大井弓道場 - 葦原・大井東中学校グラウンド夜間照明施設 - ゲートボール場 - グラウンド・ゴルフ場 - 聖路加テニスコート - 上福岡清掃センター - 大井清掃センター - 上福岡浄水場 - 大井浄水場 - なの花学校給食センター - 大井学校給食センター |

### 国の施設
- 防衛省情報本部大井通信所

### 警察
- 埼玉県東入間警察署
  - 福岡交番
  - 霞ヶ丘交番
  - 大井交番
  - 東久保交番

### 消防
- 入間東部地区事務組合消防本部
  - 本部・西消防署
    - 東消防署ふじみ野分署

### 住宅団地
- 上福岡霞ヶ丘住宅（霞ヶ丘）
- 大井東台住宅（大井）
- 大井鶴ヶ岡住宅（鶴ヶ岡）
- 上福岡にいやま東住宅（福岡中央）
- 上福岡にいやま西住宅（福岡中央）
- 上福岡本新田住宅（本新田）
- UR霞ヶ丘団地（霞ヶ丘、1959年5月 テラスハウス数棟現存 全面建て替え 旧日本住宅公団関東支所）
- UR上野台団地（コンフォール上野台、1960年7月 一部建替工事中 旧日本住宅公団関東支所 全面建て替え 旧日本住宅公団関東支所）

### 郵便
郵便番号は市内全域が「356-00xx」である。
- 上福岡郵便局（風景印あり） - ふじみ野市全域の集配を担当。
  - 上福岡駅前郵便局（風景印あり）
  - 上福岡駒林郵便局（風景印あり）
  - 上福岡松山郵便局（風景印あり）
  - 上福岡北口郵便局（風景印あり）
  - 上福岡武蔵野郵便局（風景印あり）
  - 大井亀久保郵便局（風景印あり）
  - 大井東台郵便局（風景印あり）
  - 大井緑ヶ丘郵便局（風景印あり）
  - ふじみ野駅西口郵便局（風景印あり）

### 電話番号
市外局番は市内全域が「049」。市内局番が「2XX」の地域との通話は市内通話料金で利用可能（川越MA）。収容局は大井局、埼玉富士見局、川越三芳局。

## 行政
- 歴代市長

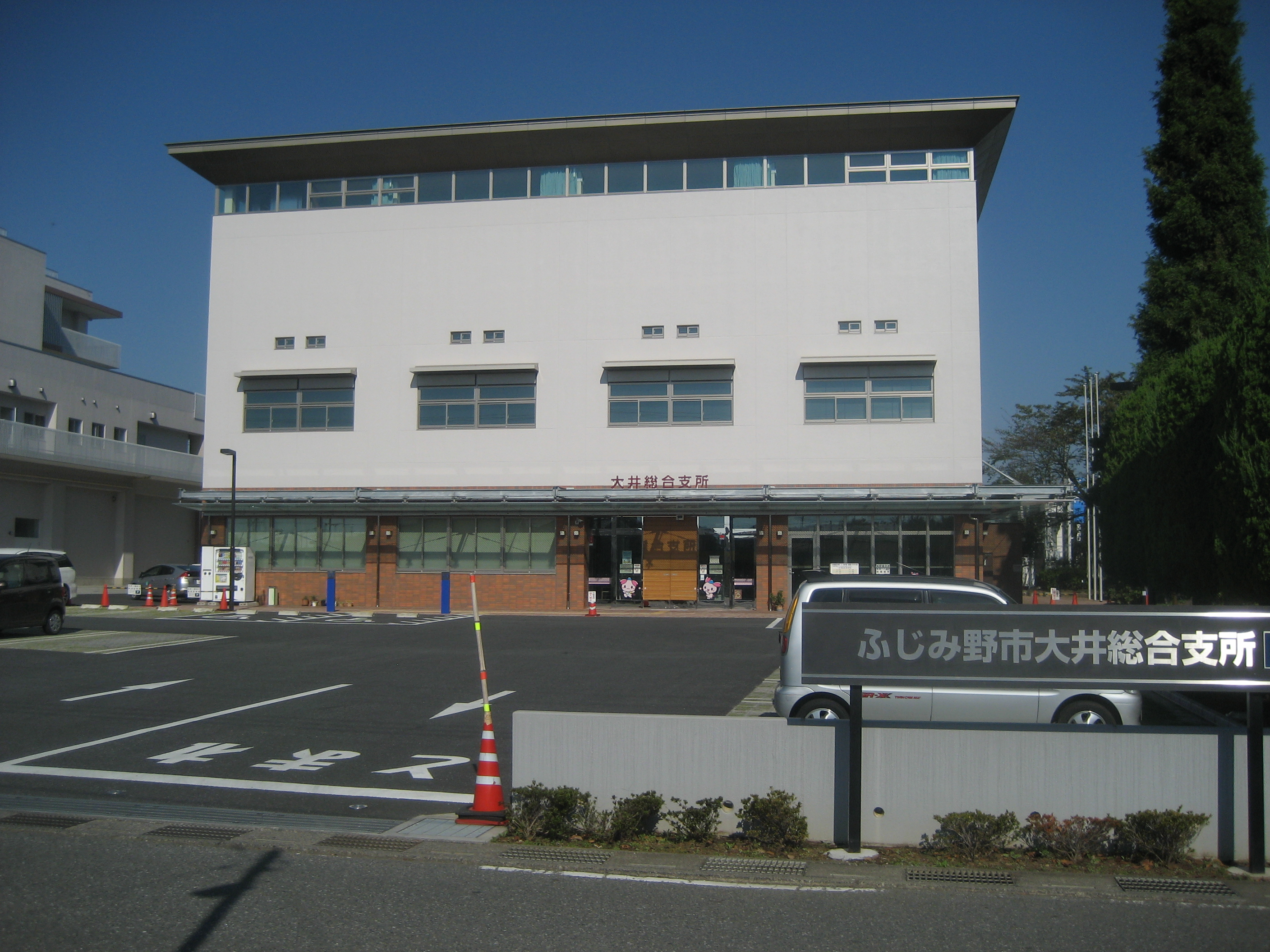
大井総合支所（現庁舎）

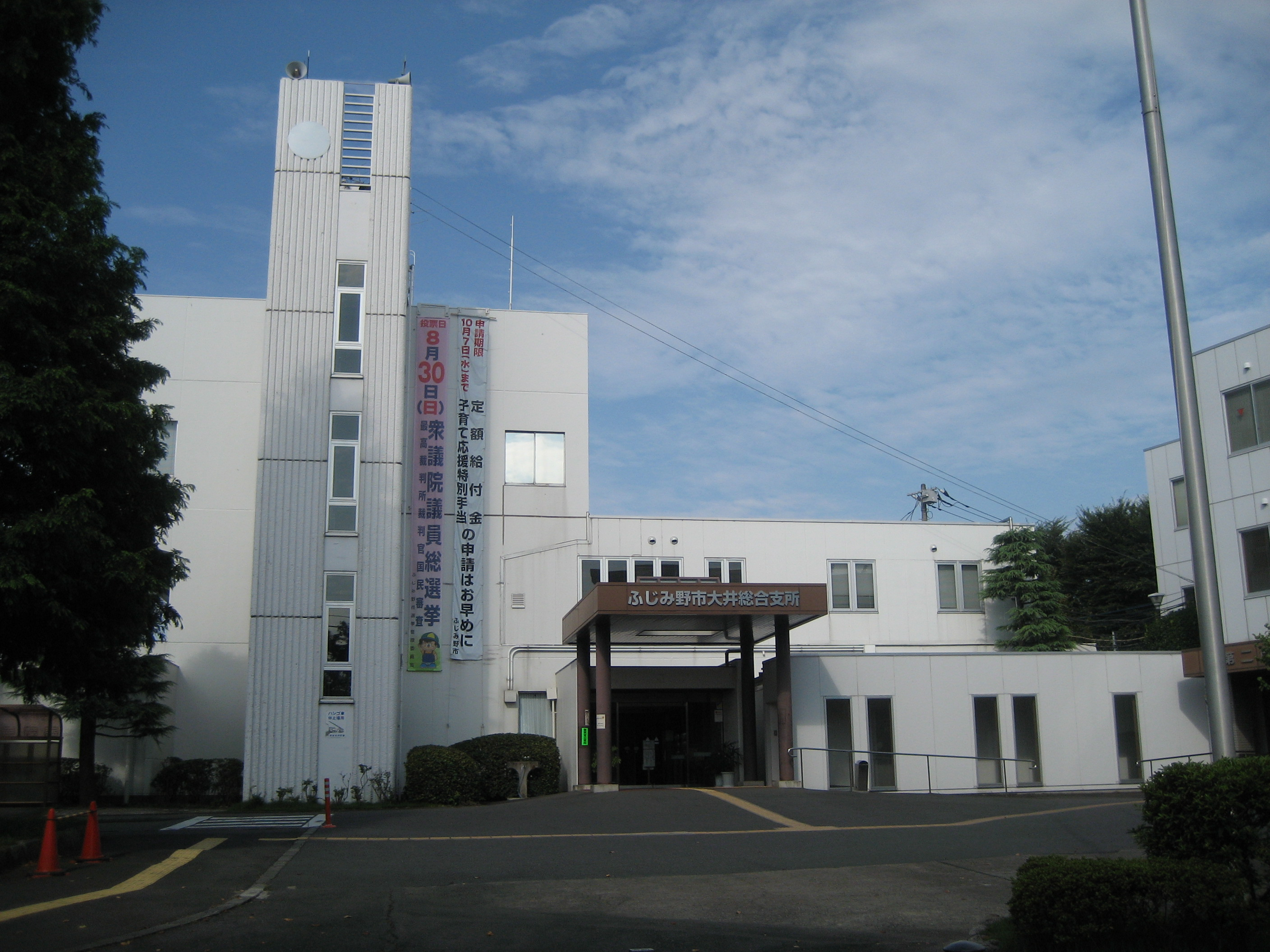
大井総合支所（旧庁舎）（旧大井町役場）

  - 初代島田行雄 （旧大井町長、2005年11月13日〜2009年11月12日）
  - 2代目高畑博（2009年11月13日就任、4期）
- ふじみ野市役所
  - 大井総合支所（旧大井町役場）：旧大井町役場跡の大半（西側）を入間東部地区消防組合（現・入間東部地区事務組合）に売却。現在、旧大井町役場跡には入間東部地区事務組合の本部・西消防署が立地している。
  - 市役所出張所（上福岡駅西口・ココネ上福岡1階）

### 広域行政
一部事務組合
- 入間東部地区事務組合 - 富士見市、ふじみ野市（旧上福岡市及び旧大井町）、入間郡三芳町すなわち埼玉県入間郡の東部に所在する2市1町で構成する地区事務組合。消防に関する事務、し尿処理に関する事務、しののめの里（火葬場・斎場）の運営を行う。2018年4月1日、「入間東部地区消防組合」と「入間東部地区衛生組合」が統合して発足した。

過去に加入していた一部事務組合
- 入間東部地区衛生組合 ：富士見市、ふじみ野市、三芳町で し尿処理施設、入間東部広域斎場「しののめの里」（火葬場・斎場）を運営をしていた。2018年3月31日をもって解散した。
- 入間東部地区消防組合 ： 富士見市、ふじみ野市、三芳町で消防に関する事務を共同で処理していた。2018年3月31日に解散した。

事務委託
- 三芳町 ： 不燃系粗大ごみの処理を委託している。

## 議会

### 県議会
- 選挙区：西5区ふじみ野市・三芳町選挙区
- 定数：2人
- 任期：2023年4月30日 - 2027年4月29日
- 投票日：2023年4月9日
- 当日有権者数：124,191人
- 投票率：35.74％（ふじみ野市35.39％、三芳町36.77％）

| 候補者名 | 当落 | 年齢 | 所属党派   | 新旧別 | 得票数   |
| -------- | ---- | ---- | ---------- | ------ | -------- |
| 渡辺大   | 当   | 48   | 自由民主党 | 現     | 19,446票 |
| 伊藤初美 | 当   | 59   | 日本共産党 | 新     | 12,112票 |
| 抜井尚男 | 落   | 58   | 自由民主党 | 新     | 12,021票 |

## 経済
- 本社のある主な企業
  - 近藤建設グループ；上福岡一丁目
  - KDDI総合研究所；大原二丁目（市と地域活性化協定を締結[2]）
  - 日本無線硝子；福岡二丁目
  - 株式会社山下ゴム 本社・工場；亀久保
- 主な工場・研究所
  - 大日本印刷 上福岡工場
  - 日清紡マイクロデバイス 川越事業所
  - 日清製粉グループ 上福岡研究所
  - 日本住宅パネル工業協同組合（パネ協） 中央試験場
  - 株式会社内外テクノス 本社・工場
  - 電気興業株式会社 川越事業所
  - 安藤建設株式会社 技術研究所
  - 株式会社加藤理機製作所 本社・工場
  - 株式会社科薬 埼玉工場
  - 東洋美術印刷株式会社 埼玉工場
  - 株式会社オリエントコーポレーション 本社別館
- 主な企業の物流センター
  - 株式会社講談社ロジコム 講談社流通センター
  - 株式会社千趣会 発送センター
- 主な商業施設
  - トナリエ ふじみ野
    - ロピアふじみ野店

  - イオンタウンふじみ野
    - コジマ×ビックカメライオンタウンふじみ野店

- - うれし野モール
  - イオン大井店
    - イオンシネマ大井

  - ココネ上福岡
  - ケーズデンキふじみ野店
  - ヤマダデンキテックランドふじみ野店
  - スーパービバホーム埼玉大井店
  - イトーヨーカドー埼玉大井店
  - 東武ストア上福岡店
  - ベルク大井緑ヶ丘店

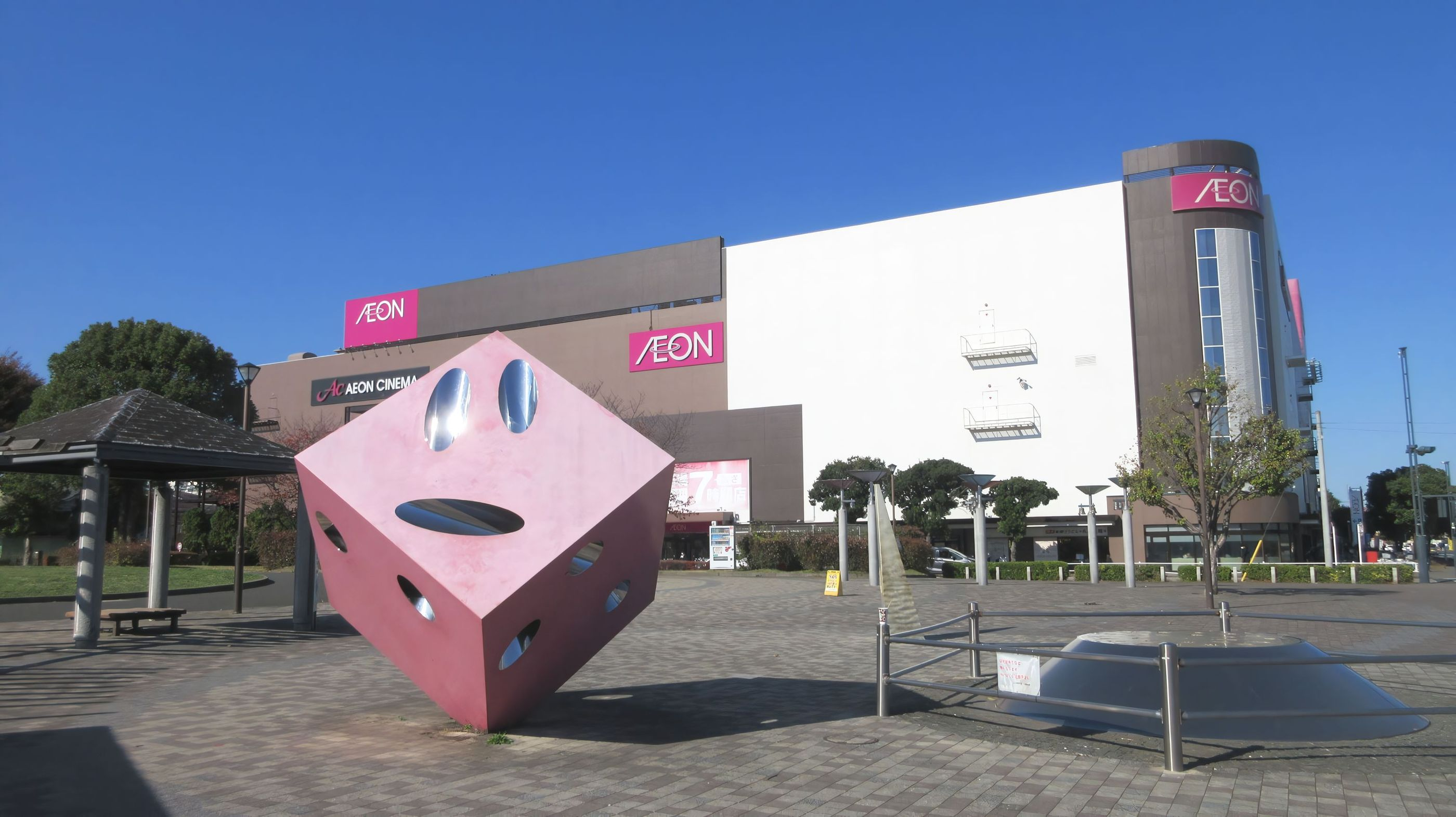
イオン大井店

  - ヤオコー上福岡駒林店、上福岡西口店、ふじみ野大原店
  - マミーマート鶴ヶ舞店、生鮮市場TOP苗間店

## 教育
幼稚園
- 香取幼稚園
- 香取第二幼稚園
- 新双葉幼稚園
- 星和幼稚園
- ながみや幼稚園
- なみき幼稚園

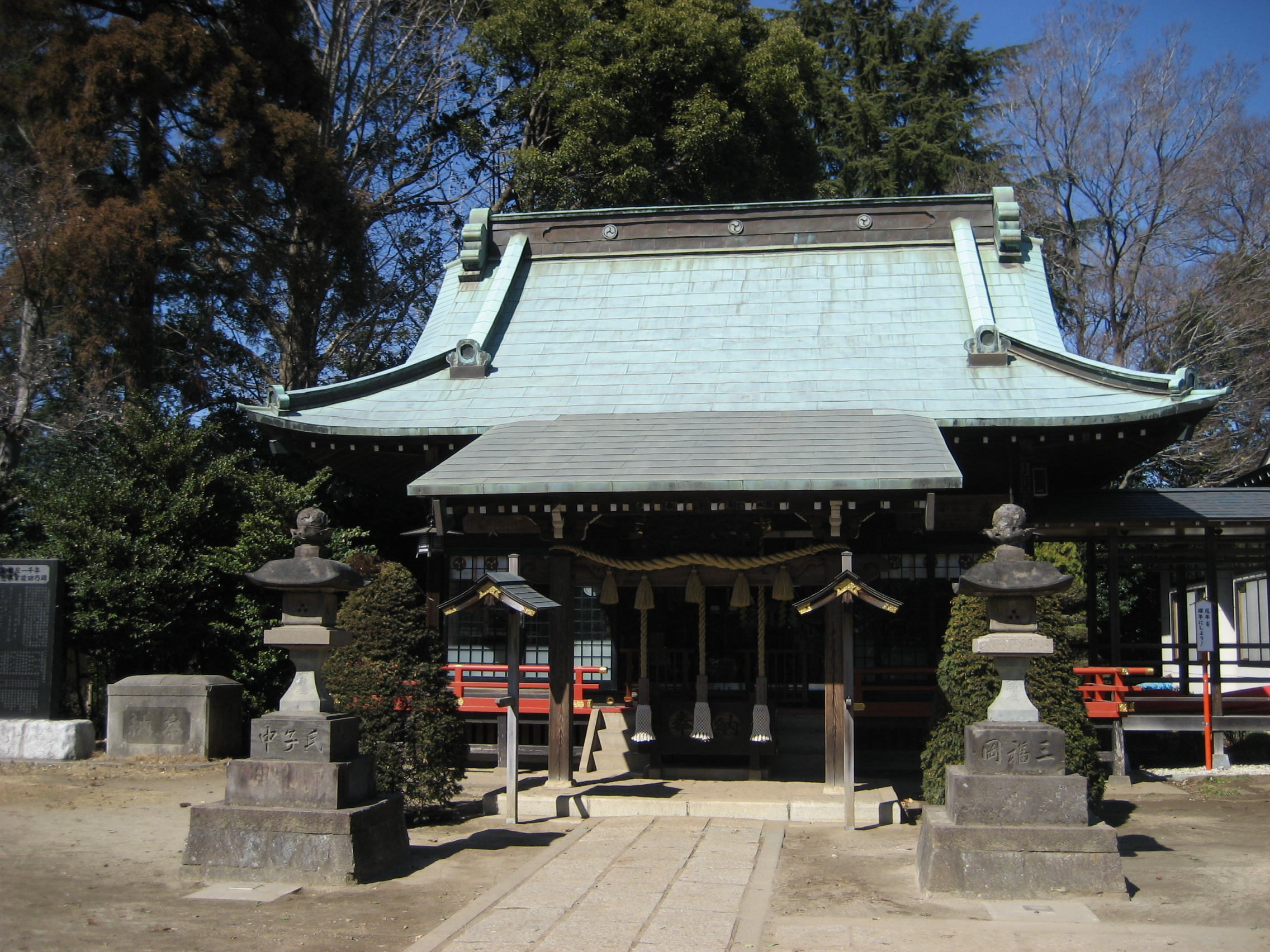
長宮氷川神社

- 文京学院大学ふじみ野幼稚園（旧：文京女子短期大学附属第一幼稚園）
- みほの幼稚園
- こすず幼稚園

保育所（園）
- ふじみ野市立上野台保育所
- ふじみ野市立西保育所
- ふじみ野市立霞ヶ丘保育所
- ふじみ野市立新田保育所
- ふじみ野市立滝保育所
- ふじみ野市立亀久保保育所
- ふじみ野市立亀居保育所
- ふじみ野市立鶴ヶ岡保育所
- ふじみ野市立大井保育所
- かすが保育園
- 風の里保育園
- キッズプラネットリズム
- 子どものその
- たんぽぽ保育園
- ドド保育所
- なかよし保育園
- New Familyおともだち
- ねむの木の家
- 麦の家
- ひよこベビールーム
- ふるふる上福岡
- 吉田ベビールーム

小学校
- ふじみ野市立福岡小学校
- ふじみ野市立駒西小学校
- ふじみ野市立上野台小学校
- ふじみ野市立西小学校
- ふじみ野市立元福小学校
- ふじみ野市立さぎの森小学校
- ふじみ野市立大井小学校
- ふじみ野市立鶴ヶ丘小学校
- ふじみ野市立東原小学校
- ふじみ野市立西原小学校
- ふじみ野市立亀久保小学校
- ふじみ野市立三角小学校
- ふじみ野市立東台小学校

中学校
- ふじみ野市立福岡中学校
- ふじみ野市立葦原中学校
- ふじみ野市立花の木中学校
- ふじみ野市立大井中学校
- ふじみ野市立大井西中学校
- ふじみ野市立大井東中学校

高等学校
- 埼玉県立ふじみ野高等学校

- 埼玉県立福岡高等学校（廃校）
- 埼玉県立大井高等学校（廃校）

専門学校
- ホンダテクニカルカレッジ関東（本田技研工業の系列学校）
- 西武文理大学附属調理師専門学校 ふじみ野校
- 東京国際学園外語専門学校（日本語学校）
- 上福岡高等看護学院

大学
- 文京学院大学ふじみ野キャンパス

### 社会福祉
- 社会福祉法人 ふじみ野市社会福祉協議会

## 交通

### 道路
- 高速道路
市内に関越自動車道が通るが、インターチェンジなどの設置はない。
- 一般国道
  - 国道254号 川越街道
  - 国道254号 富士見川越バイパス（旧富士見川越有料道路）
- 県道
  - 主要地方道
    - 埼玉県道56号さいたまふじみ野所沢線

  - 一般県道
    - 埼玉県道163号狭山ふじみ野線
    - 埼玉県道266号ふじみ野朝霞線
    - 埼玉県道272号東大久保ふじみ野線
    - 埼玉県道335号並木川崎線

### 鉄道
東武鉄道
- 東上本線
  - 上福岡駅

ふじみ野駅は隣接する富士見市に所在する。

### 路線バス
- 東武バスウエスト

  - 上福03（上福岡駅西口 - 鶴ヶ岡循環 - 上福岡駅西口）
  - 上福04（上福岡駅西口 - 鶴ヶ岡一丁目 - 大井総合支所前）
  - ふじ01（ふじみ野駅西口 - 西原住宅入口 - 文京学院大学前 - 大井総合支所前 - ふじみ野駅西口）いわゆる大井循環である。
  - ふじ02（ふじみ野駅西口 - 西原住宅入口 - 文京学院大学前 - 大井総合支所前 - 上福岡駅東口）
  - ふじ03（ふじみ野駅西口 → イオン大井店 → 大井総合支所前 → 文京学院大学前 → ふじみ野駅西口）イオン循環と呼ばれる。平日1本のみの運行。
  - ふじ05（ふじみ野駅東口 - 水天宮 - 勝瀬 - ららぽーと富士見）2015年4月1日に新設された系統。2020年9月30日まで国際興業バスと共同運行がおこなわれていたが国際興業バスが撤退した事に伴い、東武バスウエストの単独運行となった。
- 西武バス
  - 大34（所沢駅東口 - 八軒家 - 上福岡駅入口 - 大宮駅西口）
  - 所58-1（所沢駅東口 - 八軒家 - 上福岡駅西口）
  - 所58-2（中富→八軒家→上福岡駅西口）
  - 古01（上赤坂 - 上福岡駅入口 - 南古谷駅）
- ライフバス 「パスモ、スイカ利用不可   * 現金先払い均一料金　おとな220円、こども（小学生以下）110円」
  - ライフバス2（ふじみ野駅東口 - 市街道 - みほの台住宅 - ひばり台 - 寺沢商店 - 渡戸1丁目 - 富士見ニュータウン）
  - ライフバス6A（ふじみ野駅西口 - すずらん住宅 - 上富小学校 - 三芳小学校 - 三芳町役場 - 関沢2丁目 - 鶴瀬駅西口）
  - ライフバス6B（ふじみ野駅西口 - すずらん住宅 - セントラル病院 - 三芳小学校 - 三芳町役場 - 関沢2丁目 - 鶴瀬駅西口）

### コミュニティバス
- ふじみ野市内循環ワゴン「ふじみん号」
  - Aコース（上福岡駅東口 - 川崎 - ふじみ野市役所 - 上福岡駅東口 - 上福岡総合病院前 - 福岡川袋 - 中福岡 - ふじみ野市役所 - 上福岡駅東口）
  - Bコース（上福岡駅東口 - ふじみ野市役所 - 水天宮 - みほの住宅 - ふじみ野駅東口 - 土橋 - ふじみ野市役所 - 上福岡駅東口）
  - Cコース（大井総合支所 - ふじみ野駅西口 - 東入間警察署前 - 旭住宅前 - ふじみ野駅西口 - 大井総合支所）
    - Dコース（上福岡駅西口 - 大井総合支所 - 西鶴ヶ岡 - 大井西中学校入口 - 八丁 - 総合体育館 - 大井総合支所 - 上福岡駅西口 ）

2016年4月1日から実証運行、2017年4月1日から本格運行を開始した。運行は山手ケアサービスが受託している。
先払い均一運賃 おとな200円、こども（小学生以下）100円。交通系ICカード利用可。乗り継ぎ制度、一日乗車券、回数券あり。
- 川越市営・川越シャトル
  - 31系統（総合福祉センター - 川越駅東口 - 不老橋南 - 上福岡駅西口）
  - 33系統（新河岸駅西口 - 砂久保橋 - 上福岡駅西口 - 寺尾折り返し場）

### タクシー
タクシーの営業区域は県南西部交通圏で、富士見市・川越市・東松山市・和光市・所沢市・飯能市などと同じエリアとなっている。

## 著名な出身者
- 旧上福岡市出身
  - 新井清（元栃木放送アナウンサー）
  - 有田気恵（セントラルグループ・セントラル子供タレントに所属していた元子役）
  - 太田光（爆笑問題）
  - 川村陽介（俳優）
  - 木村晃健（お笑いタレント）
  - 北原佐和子（女優）
  - 小金井幸子（元女子プロレスラー）
  - 篠田敬子 （入間ケーブルテレビ・エフエム茶笛のスタッフ・キャスター）
  - 嶋重宣（埼玉西武ライオンズ）
  - 高城剛（ハイパーメディア・クリエイター）
  - 高橋和幸（元福岡ソフトバンクホークス）
  - 立川志の太郎（落語家）
  - 戸島花（元AKB48、SDN48）
  - 中村祐也（FC町田ゼルビア）
  - 長峰由紀（元TBSアナウンサー）
  - 二階堂智（俳優、ナレーター、俳優養成所講師）
  - 二階堂千寿（女優）
  - 新田恵利（タレント・元おニャン子クラブ）
  - 星野仙蔵（実業家、政治家）
  - 星野真里（女優）
  - ヤスヒロ（旧名：藤原泰浩。声優）
  - 柊あおい（漫画家。育ちは栃木県）
- 旧大井町出身
  - 三澤興一（元中日ドラゴンズほか投手）
  - 新井涼平（サッカー選手、ヴァンフォーレ甲府）
  - 渡辺正和（将棋棋士）
  - 小林よしひさ（おかあさんといっしょ 第11代たいそうのおにいさん）

## ゆかりのある人物
- 青木日出雄（航空・軍事評論家）
- 青木謙知（航空ジャーナリスト）
- 石川瑠華（女優）
- うじきつよし（タレント）
- 條辺剛（元野球選手）：市内にうどん店を経営。
- 奈良美也子（宝塚歌劇団元花組組長）
- 村松健 （ピアニスト、作曲家、三線弾き、フルートなどのマルチプレーヤー）
- 渡辺秀子（特定失踪者、2児拉致事件）